# Schlacht bei Gadebusch
1. Phase: Schwedische Dominanz (1700–1709)
Dänischer Kriegsschauplatz (1700)
Humlebæk • Tönning I 
Livländ./ Estnischer Kriegsschauplatz (1700–1708)
Riga I • Jungfernhof • Varja • Pühhajoggi • Narva • Petschora • Düna • Rauge • Erastfer • Hummelshof • Embach • Tartu • Narva II • Wesenberg I • Wesenberg II
Ingermanländ./ Finnischer Kriegsschauplatz (ab 1701)
Archangelsk • Ladogasee • Nöteborg • Nyenschanz • Newa • Systerbäck • Petersburg • Wyborg I • Porvoo • Newa II • Koporje II • Kolkanpää
Litauisch-weißrussischer Kriegsschauplatz (1702–1706)
Vilnius • Saladen • Jakobstadt • Gemauerthof • Mitau • Grodno I • Olkieniki • Njaswisch • Klezk • Ljachawitschy
Polnischer Kriegsschauplatz (1702–1706)
Klissow • Pułtusk • Thorn • Lemberg • Warschau • Posen • Punitz • Tillendorf • Rakowitz • Praga • Fraustadt • Kalisch 
Russischer Kriegsschauplatz (1708–1709)
Grodno II • Golowtschin • Moljatitschi • Rajowka • Lesnaja • Desna • Baturyn • Koniecpol • Weprik • Opischnja • Krasnokutsk • Sokolki • Poltawa I • Poltawa II
2. Phase: Schweden in der Defensive (1710–1721)
Baltischer und Finnischer Kriegsschauplatz (bis 1714)
Riga II • Wyborg II • Pernau • Kexholm • Reval • Hogland • Pälkäne • Storkyro • Nyslott • Hanko 
Schwed./Norwegischer Kriegsschauplatz (1710–1721)
Helsingborg • Køge-Bucht • Bottnischer Meerbusen • Frederikshald I • Dynekilen-Fjord • Göteborg I • Strömstad • Trondheim • Frederikshald II • Marstrand • Ösel • Göteborg II • Södra Stäket • Grönham • Sundsvall
Norddeutscher Kriegsschauplatz (1711–1716)
Elbing • Wismar I • Lübow • Stralsund I • Greifswalder Bodden I • Stade • Rügen • Gadebusch • Altona • Tönning II • Stettin • Fehmarn • Wismar II • Stralsund II • Jasmund • Peenemünde • Greifswalder Bodden II • Stresow 
In der Schlacht bei Gadebusch (auch Schlacht von Wakenstädt) siegten schwedische Truppen gegen die verbündeten dänischen und sächsischen Truppen am 20. Dezember 1712greg. bei Gadebusch in Westmecklenburg im Zuge des Großen Nordischen Krieges.
Der schwedische Oberbefehlshaber Magnus Stenbock hatte sich zuvor zwischen die südlich von Stralsund stehenden russisch-sächsischen Truppen und die bei Hamburg zusammengezogenen dänischen Truppen positioniert, um eine Vereinigung der Verbündeten zu verhindern. Da sich durch Abstimmungsschwierigkeiten der Aufmarsch insbesondere der russischen Artillerie verzögerte, wurde diese in der Schlacht bei Gadebusch nicht eingesetzt, so dass Stenbock einen Sieg gegen ein dänisch-sächsisches Heer erringen konnte. Es war gleichzeitig der letzte große Sieg der Schweden im Großen Nordischen Krieg.

## Vorgeschichte
| \| Schlacht bei Gadebusch \| |
| Lage des Schlachtfeldes      |
| Schlacht bei Gadebusch       |

Während des Jahres 1712 waren die schwedischen Besitzungen auf dem Festland von den Alliierten Dänemark, Sachsen und Russland bis auf einige Befestigungen eingenommen worden. Die übriggebliebenen Festungen wurden von einer russisch-sächsischen Armee von zusammen 40.000 Mann bedroht. Die dänische Armee zog derweil von Pommern in das schwedische Bremen-Verden, um dieses zu erobern.
Gleichzeitig wurden in Schweden neue Anwerbungen getätigt mit dem Ziel, den Krieg auf deutschen bzw. polnischen Boden zu tragen. In Karlskrona wurde eine Transportflotte aus 24 Linienschiffen, drei Fregatten und 130 Transportschiffen zusammengestellt, die die schwedischen Streitkräfte in die schwedischen Besitzungen in Norddeutschland überführen sollte. Um einen Zusammenstoß mit der dänischen Kriegsflotte zu vermeiden, sollte die schwedische Kriegsflotte deren Aufmerksamkeit auf sich ziehen. Anfang September landeten so etwa 10.000 Mann unter dem Befehl des Feldherrn Stenbock auf Rügen an. Eine zweite Welle, die weitere 6.000 Mann, sowie Artillerie und den Versorgungstross umfassen sollte, kam jedoch nicht mehr zustande, da die Dänen das Ablenkungsmanöver der Schweden durchschaut hatten, die schwedische Kriegsflotte ausmanövrierten und schließlich einen Großteil der Transportflotte zerstörten. Durch diesen Verlust war den Schweden eine Versorgung der angelandeten Truppen nicht mehr möglich.
Die Sachsen und Russen hatten während der Blockierung Stralsunds Gräben von Greifswald bis nach Tribsees gezogen. Diese Linie konnte aus schwedischer Sicht nicht durchbrochen werden, so dass sich Stenbock den Weg durch Mecklenburg bahnen wollte. Am 2. November brach er mit 14.000 Mann Infanterie und Kavallerie auf. Der Ausbruch führte über den Pass bei Damgarten über die Recknitz zur pommerschen Grenze. Am 4. November stand die ganze schwedische Armee auf mecklenburgischem Boden. Die dort stehenden dänischen und sächsischen Truppen zogen sich zurück. Am 5. November ließ der sächsische Kurfürst, der nach Tribsees und Sülze vorgerückt war, dem dänischen König Friedrich IV. die Lage erklären und um eine Vereinigung der Truppen ersuchen. Diese war aber durch den Vormarsch der Schweden unmöglich geworden. Die schwedische Armee zog weiter nach Rostock und nahm die Stadt ein, da hier für die Absprache der weiteren Kriegsziele eine bessere Kommunikation mit Wismar, Stralsund und Schweden möglich war. Die sächsischen und russischen Truppen waren den Bewegungen Stenbocks gefolgt und zogen nach Güstrow. Bei Unterhandlungen der Kriegsparteien wurde ein 14-tägiger Waffenstillstand vereinbart, der von den Alliierten dazu genutzt werden sollte, die schwedische Armee einzukreisen. Die Dänen hingen bei dem Vormarsch noch zurück.
Aus Wismar trafen weitere Verstärkungen für die Schweden ein. Als Stenbock von dem Annahen der dänischen Armee hörte, beschloss er, diese Armee anzugreifen, noch ehe sie sich mit den Sachsen und Russen vereinigen konnte. Als die Dänen Mecklenburg erreichten, gab Stenbock Befehl, nach Neukloster zu marschieren. Am 20. Dezember ließ er die Armee in fünf Kolonnen vorrücken. Die dänische Armee bestand nach dem Feldzug in Bremen-Verden und durch Krankheiten und Desertionen erlittenen Verlusten nur noch aus 17 nicht mehr vollzähligen Bataillonen, 46 Schwadronen und 17 Stück leichter Artillerie – hochgerechnet etwa 15.000 Mann, davon 6.000 Reiter. Die Dänen erwarteten zudem sächsische Verstärkung, die aber erst nach Beginn der Schlacht, etwa 3.000 Mann stark, eintrafen. Die Schweden ihrerseits verfügten über 30 Kanonen und waren der dänischen Armee artilleristisch überlegen.

## Verlauf

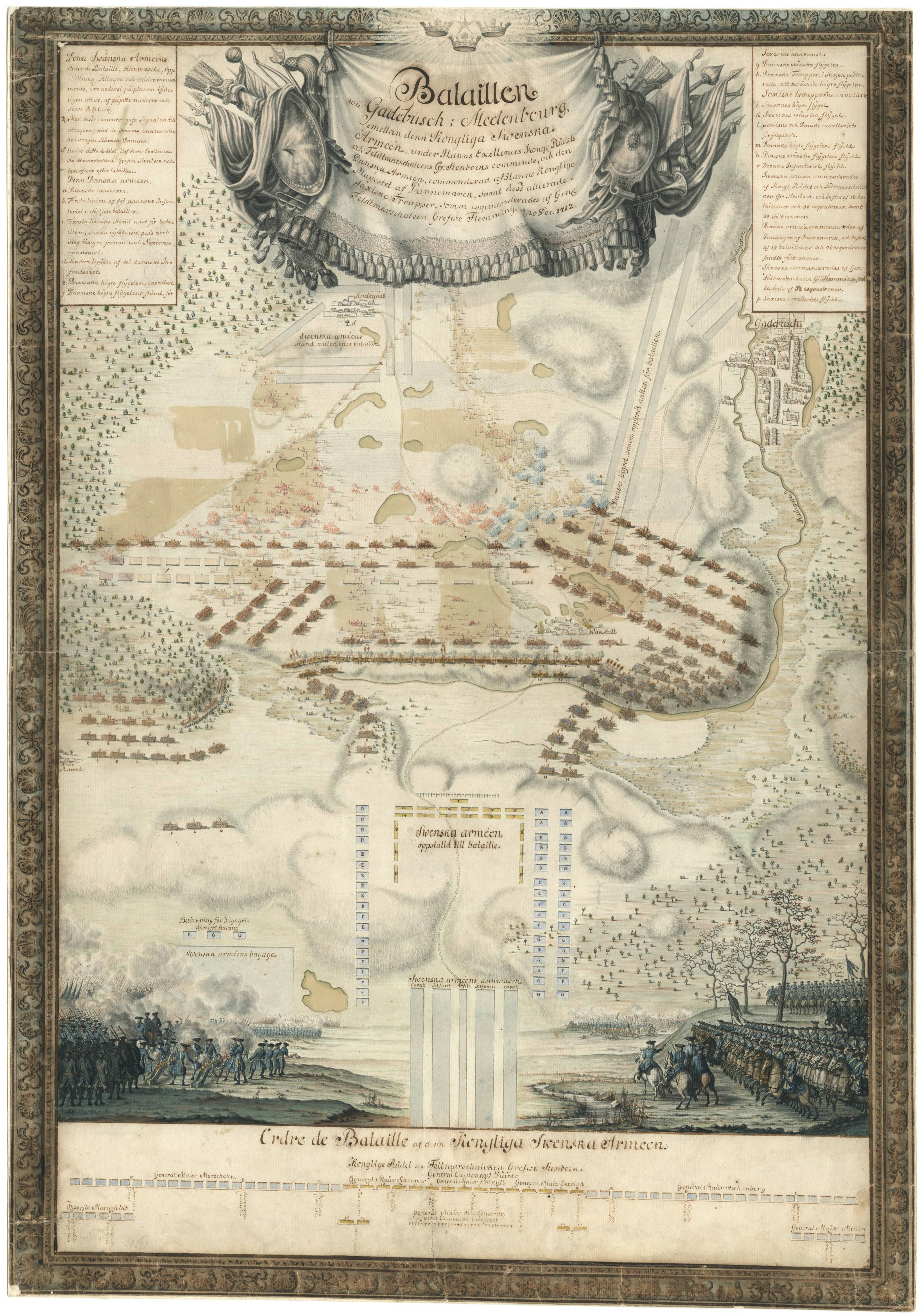
Ansicht der Truppenaufstellungen bei Gadebusch

Der dänische General Jobst Scholten zog sich in Erwartung der sächsischen Verstärkung und aus Angst vor einer Überflügelung durch schwedische Kavallerie nach Roggendorf zurück. Mit der eingetroffenen Verstärkung zählte das dänisch-sächsische Heer 18.000 Mann, das sich in zwei Linien bei Wakenstädt postierte. Hinter der Infanterie stand in drei Linien die Kavallerie. Das schwedische Heer zählte 16.000 Mann, aufgestellt in 19 Bataillonen und 58 Schwadronen. Die schwedische Artillerie sollte die Schlacht eröffnen und wurde von einem Bataillon Infanterie unterstützt. Dahinter postierten sich in zwei Reihen die schwedische Infanterie. Der rechte schwedische Flügel eröffnete das eigentliche Gefecht, in dem er mit vier Schwadronen Reitern die dänische Kavallerie in die Flucht schlug. Die schwedische Infanterie rückte nun vor, feuerte auf 50 Schritt Entfernung auf die dänischen Linien und ging dann zum Bajonettangriff über. Durch die Wucht des Angriffs wurde die erste dänische Linie zum Weichen gezwungen. Das Gefecht entwickelte sich nun zu einem ausgedehnten Nahkampf. Die Sachsen waren gleich beim ersten Angriff geflüchtet und stellten damit den ganzen linken Flügel der Dänen bloß, wodurch die dänische Artillerie verloren ging. Zwar griffen dänische Bataillone an dieser Stelle wiederholt an, konnten aber der Übermacht nicht widerstehen und mussten weichen. Das Dorf Wakenstädt, das von einem dänischen Grenadierbataillon besetzt worden war, wurde infolge der Übermacht von den Schweden erobert. Nun fing auch die Infanterie des rechten Flügels der Dänen an zu weichen. Die härtesten Kämpfe vollzogen sich am äußersten rechten dänischen Flügel, zwischen dem dänischen Gardesregiment und dem schwedischen Dalregiment. Allein auf Seiten des Dalregimentes kamen hier 200 Männer ums Leben. Nachdem die Linien völlig aufgelöst waren, begann bei einsetzender Dunkelheit die Flucht der dänischen Truppen. Bei Radegast unternahmen die Dänen noch einen kurzen Versuch zum Aufbau einer neuen Widerstandslinie. Am Ende des Tages war jedoch die gesamte dänische Infanterie zersprengt, geflüchtet oder tot auf dem Schlachtfeld geblieben. Die dänische Kavallerie auf der rechten Seite versuchte während der Schlacht, die durch die Flucht der Sachsen gerissene Lücke in der Schlachtenlinie zu füllen. Sie errangen einen Vorteil gegenüber der schwedischen Kavallerie, so dass sich diese in den nahegelegenen Wald zurückziehen musste. Stenbock eilte zu dem bedrängten Flügel und ordnete die in Unordnung geratenen Schwadronen wieder. Die Dänen zogen sich nun auch hier zurück. Die Schweden verfolgten die Dänen bis nach Radegast und stellten dort die Verfolgung ein.
Die Dänen sollen 3.000 Tote erlitten haben, die Schweden 600. Ungleich höher war auf beiden Seiten die Zahl der Verwundeten. Allein 102 dänische Offiziere gingen in Gefangenschaft. Der dänische König Friedrich IV. befand sich während der Schlacht in Gefahr, mehrere Soldaten an seiner Seite fielen, darunter der General Reimar Hans von Bülow. Friedrich verließ als einer der letzten Dänen das Schlachtfeld und floh nach Ratzeburg. Die Schweden hatten in der Schlacht nur wenig Beute gemacht (13 Kanonen).

## Folgen
Obwohl die Schweden die Schlacht gewannen, verstärkte diese die bereits bestehenden Probleme der eigenen Armee: Rund 1.500 Mann waren durch Tod oder Verwundung ausgefallen, bei den Infanterieregimentern fehlten viele Offiziere. Weiterhin waren viele Pferde getötet worden, was Artillerie und Kavallerie schwächte. Die Versorgungslage blieb für die Schweden angespannt.
Die dänische Infanterie war zwar zersplittert worden und hatte hohe Verluste erlitten, konnte sich jedoch bald wieder organisieren und erholen. Die dänische Kavallerie hatte in der Schlacht nur wenig Verluste erlitten. Stenbock entschied sich, mit seiner Armee nach Holstein zu marschieren, da dort eine bessere Versorgungslage zu erwarten war, und Dänemark so unter Druck gesetzt werden konnte. Durch eine Vereinigung der Dänen mit den Sachsen und Russen in Holstein sollte sich das Schicksal dieser schwedischen Armee bei der Belagerung von Tönning von 1713/14 besiegeln.

## Erinnerung und Forschung
Seit dem Jahr 2000 wurde in Wakenstädt, inmitten des historischen Schlachtfeldes, eine Denkmalanlage aufgebaut. Sie besteht heute aus mehreren internationalen Gedenksteinen, großen Informationstafeln und der "Schwedenhütte". Die Schwedenhütte wurde einer schwedischen Soldatenhütte des 18. Jahrhunderts nachempfunden. Im Inneren befindet sich seit August 2016 eine komplett neu konzipierte Ausstellung zur Archäologie der Schlacht bei Gadebusch mit Informationstafeln und im Rahmen eines offiziell genehmigten Projektes geborgenen archäologischen Funden vom Schlachtfeld. Ein anderer Teil der Hütte wurde im Stil des 18. Jahrhunderts eingerichtet. Sie dient auch als Mittelpunkt für Veranstaltungen im Zuge der Städtepartnerschaft Gadebusch-Åmål, bei denen gemeinsam an die Ereignisse von vor über 300 Jahren erinnert wird. Seit 2010 finden auf dem Schlachtfeld offiziell genehmigte archäologische Untersuchungen statt. Im Jahr 2012 wurde in Gadebusch zum 300. Jahrestag der Schlacht eine international besuchte wissenschaftliche Tagung abgehalten.